# Gin fizz
Pour les articles homonymes, voir Gin fizz (homonymie).
Le gin fizz est un cocktail à base de gin, de jus de citron, de sirop de sucre de canne et d'eau gazéifiée.

## Recette[1]
- 4,5 cl de gin
- 3 cl de jus de citron
- 1 cl de sirop de sucre de canne
- 8 cl d'eau gazeuse

Passer les ingrédients au shaker avec des glaçons à l'exception de l'eau gazeuse. Verser et compléter avec l'eau gazeuse. Garnir d'une rondelle d'orange.

## Variantes
- le Silver fizz, à l'origine du gin fizz, inclut un blanc d'œuf ;
- le Golden fizz inclut un jaune d’œuf ;
- le Green fizz est composé avec de la liqueur de menthe ;
- il est possible de remplacer l'eau gazeuse par du vin effervescent.